# Sony Channel (Sudáfrica)
Sony Channel (anteriormente conocido como Sony Entertainment Television) fue un canal de entretenimiento general que formaba parte de la rama DStv de canales satelitales de África subsahariana propiedad de MultiChoice.

## Historia
Sony Channel fue la versión local sudafricana y subsidiaria de la marca Sony Entertainment Television, que se ve en más de 100 países en todo el mundo. Fue lanzado en Sudáfrica el 2 de noviembre de 2007 y tenía su sede en Johannesburgo. El canal transmite una mezcla de programación que incluye drama, comedia y series de telerrealidad, así como películas comerciales e independientes. El canal también fue la emisora principal de la serie de telerrealidad The Amazing Race.
El 22 de septiembre de 2014, el canal cambió abruptamente su nombre a Sony Channel con su nuevo logotipo al aire.
El canal, junto con el canal hermano, Sony MAX, se suspendieron el 31 de octubre de 2018 en DStv, y el 28 de febrero de febrero en Black.

## Antigua programación
- The Bernie Mac Show
- Billable Hours
- The Boondocks
- Chef Roblé & Co.
- Crossing Lines
- Drop Dead Diva
- Early Edition
- The Fresh Prince of Bel-Air
- Hangin' with Mr. Cooper
- In the House
- Just Shoot Me
- Kung Faux
- Las Vegas
- Later with Jools Holland
- Law & Order: Criminal Intent
- Less Than Kind
- Leverage
- Malcolm & Eddie
- Missing
- NewsRadio
- The OC
- The Outer Limits
- Packed to the Rafters
- Party of Five
- Providence
- Rabbit Fall
- The Shield
- Stargate SG-1
- Scrubs
- The Steve Harvey Show
- Sue Thomas F.B. Eye
- The West Wing
- Will & Grace